# Zomerpop
Zomerpop is een tweedaags muziekfestival in de gemeente Opmeer dat jaarlijks plaatsvindt in het eerste weekend van september. Op recreatieterrein De Weyver wordt op vijf podia een breed scala aan artiesten uit muziekstromingen als live-, dance, pop, urban, kleinkunst-, hiphop, punk, alternative en allroundmuziek geprogrammeerd.
Vanaf 1990 wordt Zomerpop geheel georganiseerd door vrijwilligers en bestuurd door Stichting Zomerpop Opmeer. Het evenement trekt circa 5.000 tot 6.000 bezoekers per jaar. Stichting Zomerpop Opmeer is een non-profitorganisatie.

## Geschiedenis
In augustus 1990 werd het eerste Zomerpopfestival georganiseerd in Hoogwoud. Enkele jaren na het gestopte Sunpop, werd Zomerpop het nieuwe popfestival in de gemeente Opmeer. De basis was eerder dat jaar gelegd door een groep muziekliefhebbers en ondersteund door Jongerencentrum Pardoes te Hoogwoud en Jongerenvereniging Argos uit de Weere. Na het uitvallen van headliner Fatal Flowers werd in Claw Boys Claw een waardige vervanger gevonden. Deze eerste editie van het festival legde de basis voor Zomerpop.
Aanvankelijk vond het festival plaats in de derde week van augustus. Vanwege A Campingflight to Lowlands Paradise werd in 1993 besloten om de datum te verplaatsen naar half juli en sinds 1994 wordt Zomerpop gedurende het eerste weekend van september gehouden. In 2000 werd het dancepodium geïntroduceerd, wat resulteerde in een verdubbeling van het aantal bezoekers. Zomerpop was een van de eerste festivals die, naast het zich richten op de alternatieve (pop)muziek, ruimte bood aan volwaardig dance podium. Het werd vanaf dat jaar een kruisbestuiving van liefhebbers van pop, rock, alternatief, maar ook dance, house, hiphop en andere muziekstromingen.
De toevoeging van het foxtod-podium in 2005, eerder Zomerpop Café geheten, verruimde de diversiteit van het muziekprogramma en resulteerde in een verdere stijging van het aantal bezoekers. Foxtod werd later omgedoopt in het huidige Vuigland.
In 2009 kwam Zomerpop voor het zaterdagavondprogramma met Rimpelpop en Tempo! Voor Rimpelpop was lokale en provinciale subsidie vanuit het project Met Elkaar Voor Elkaar. De provincie Noord-Holland had de gemeente Opmeer uitgekozen als voorbeeldgemeente op het gebied van wonen, welzijn en zorg gedurende de periode 2007-2009. Rimpelpop bood voor senioren een dag met nederpopartiesten en Tempo! was het indoorprogramma van De Weere (JV Argos).
In 2016 werd het 5e podium Bleekveld geïntroduceerd. Op dit kleine podium worden in een huiskamersetting optredens gegeven als kleinkunst, singer-songwriter, cabaret en frivoliteiten.
Sinds 2018 hebben alle podia een eigen naam Hunkering, Dansrijk, Vuigland, Speelweide en Bleekveld.

## Festivalprogramma's
| Jaar | Dag              |  | Festivalprogramma |
| ---- | ---------------- |  | --- |
| 2023 | Vrijdag 1 sept.  |  | Hunkering: Oos Joos XXL, Robby Valentine's Tribute to Queen, Mark Foggo, Zomerpop Diner, Opmeerse Echte Vuigland: Klok op Rock-Normaal Tribute Dansrijk: Rave van Fortuin, Sleazy Stereo, Timba, Funky Soundsystem |
| 2023 | Zaterdag 2 sept. |  | Hunkering: Fiep, Orange Skyline, Tim Knol & the Wandering Hearts, Racoon, Son Mieux Dansrijk: De Nachtwacht, Wallplug Showcase, Kiki Rose, Jiri11, Jordan Ville, Fresku, Fiesta Macumba Soundsystem, Ir-Sais, Lotte, Josylvio, Tom Push Vuigland: Josua Peter, Westone, Marathon, Fire Horse, The Scratch, Rudeboy plays Urban Dance Squad featuring DJ DNA Speelweide: Zonne Sessie, Stamble & Funky Rebel, Boogety, Snaak, GI-J, Salt & Pepper, Happy Feelings, Alamaison, Dennis Apec, Mojo Fyre Bleekveld: Loes de Zeeuw, Jeroen Wals, Emma Koning, BOYBAND, de literaire boyband, Barney Willemse, De Stokers                           |
| 2022 | Vrijdag 2 sept.  |  | Hunkering: Wolter Kroes, Nederpop All Stars, Erik Mesie, Pater Moeskroen, Pascal Redeker, Jan Spel, Popkoor S!ng Dansrijk: Team Rush Hour, Flava, Adje, La June, Nick White, Gina Elin Bleekveld: Hotfood Hazard |
| 2022 | Zaterdag 3 sept. |  | Hunkering: DI-RECT, Van Dik Hout, Rondé, MEAU, 4B2M Dansrijk: FeestDJRuud, LA$$A, Dopebwoy, Childsplay, Nayla, Sleazy Stereo, Joey Mata, Fokke Simons, Jordan Ville, Martijn Fresfield, Larsson Vuigland: The Vices, La Jungle, Personal Trainer, Wodan Boys, The Shivvies, FilthyMcNasty, The Zanders Speelweide: Dennis Apec, Willow, Guilty, Alarnasion, Kevin D., Reinders, Gi-J, DARRYLB2BBENZWA Bleekveld: Currently KPP, Glock'45, Nico Dijkshoorn, Joost Patocka, Lucas Nicholas |
| 2019 | Vrijdag 6 sept.  |  | Zomerpop Diner, De Suskes, DJ Lelijk, Tommy O, Herman & Jop, Botman & van der Gulik The Rolling Stones Singalong, STARSTRUCK, SMÈRRIG DISKJOCHIES, Hoognodig Geluidssysteem |
| 2019 | Zaterdag 7 sept. |  | Hunkering: BLØF, JOHAN, Son Mieux, Nona, Pip Blom Dansrijk: SFB, Poke, Snelle, WEF, April Grey, Adrian Noble, Devarsity, Don de Baron, Jahwin, Jordan Ville, Leafs, Team Rush Hour Vuigland: Green Lizard ft. Rudeboy: Tribute to the 90's, Mozes and the Firstborn, TAPE TOY, Abdomen, Harries'89, Burghers, DJ Sneckol Speelweide: Dio, Pavo, Guilty, De Brugklas, No Diggity Soundsystem, Goos, Kevin D. Bleekveld: Sanne Guns, Charl Dellemarre, Joost Botman, Naar de Vinyling |
| 2018 | Vrijdag          |  | Zomerpop Diner, Ska Fe, DJ Da Selectah, Skunk Doe Maar Tribute, Jelle B., Egg & Stibba, Party & B*llshit, Rave van Fortuin, Beatles sing-a-long met Joost Botman & Niels van der Gullik |
| 2018 | Zaterdag         |  | Hunkering: The Hillbilly Moonshiners, Miss Montreal, Michelle David & The Gospel Sessions, Lucas Hamming, The Cool Quest Dansrijk: Johnny 500, Fano, SBMG, Ambassadors, Cho, Ballantine, Jacin Trill, Devarsity, Nash, Make & Take, Damn Son, Don de Baron Vuigland: The Posies, It It Anita, Afterpartees, Wheat Kings Tragically Hip Tribute, Black Operator, Tiger Pilots, DJ Sneckol Speelweide: Bass-D, Team TNT, Sweet Le Freak, De Brugklas, Stamble & Funky Rebel, Tomba & Sallie Bleekveld: Johnny Hoogovens, Gewoon Gert, Kees de Haan, Herman & Job                                                                               |
| 2017 | Vrijdag          |  | Zomerpop Diner, Jelle B., DJ Da Selectah, DJ Jean, Party & B*llshit, Spot!, La Sandro, Walter Looks, Simon & Garfunkel sing-a-long met Joost Botman & Niels van der Gullik |
| 2017 | Zaterdag         |  | Live: The Dirty Daddies, Douwe Bob, Broederliefde, Charl Delemarre, The Hillbilly Moonshiners play Mumford & Sons Dance: Lucky Charmes, GIOCATORI, Lil' Kleine, Jake Tarry, Jonna Fraser, HATO, Weslo, Pablo Discobar Soundsystem, Robot, Adrian Noble Vuigland: Call It Off, 45ACIDBABIES, The Dawn Brothers, Bartek, Edwin Danks, De Westfriese Doordraaiers Rabobank: Pavo, Sweet Le Freak, Stamble & Funky Rebel, Refresh the 90's & 00's, Fix n Mix Bleekveld: Charl Delemarre akoestisch, The Huntsville Hunter, Roel C. Verburg, The Southern Seas, Heerlijk Hazes met Gewoon Gert, Chique Le Freaks' Secret Oudoor 80's Extravaganza |
| 2016 | Vrijdag          |  | Zomerpop Diner, Dansman3, DJ Da Selectah, BigBird, STIFLERS UGLY - The very wasted edition, Sweet Le Freak, Party & B*llshit, Schobbejac, Gabber & Wagger, Lenn Art |
| 2016 | Zaterdag         |  | Live: Les Truttes, De Staat, Fresku, The Brahms, Thijs Boontjes Dans- en Showorkest, Mr. Dark Horse Dance: ChildsPlay, Moksi, Tony Junior, Haverklap, Johnny Black, Jake Terry, Nillicious, No Mondays, Zapre Vuigland: Beans & Fatback, Lucky Fonz III, The Windowsill, Accelerators, Electric Company, 12:04, Holland Elektro, De Westfriese Doordraaiers Rabobank: 90's & 00's Reloaded, DJ Jory Bleekveld: Martijn Kardol, Maurice van Hoek, Sommelier, Jerry Hormone Het is maar Bloed, Heerlijk Hazes met Gewoon Gert, Bas Bons |
| 2015 | Zaterdag         |  | De Dijk, The Cosmic Carnival, Opmeerse Echte, Zomerpop Diner, DJ Da Selectah, Superstijl, Party & B*llshit, Schobbejac, Abstract |
| 2015 | Zondag           |  | Live: Blaudzun, Douwe Bob, The Deaf, Kenny B, Electric Tears, Goldenwolf Dance: Dirtcaps, Girls Love DJ's, Mr. Belt & Wezol, Mr. Polska, Kris Kross Amsterdam, Johnny Black, Make & Take, DJ Grigorius, MC Jollygood Vuigland: Casa de la Muerte, John Coffey, Diff, Robbing Banks, FilthyMcNasty, De Westfriese Doordraaiers Rabobank: DDS Partycrash, Pim & Tim, DJ Klaas, DJ de Rode Neger |
| 2014 | Zaterdag         |  | Rowwen Hèze, Memphis Maniacs, Zomerpop Diner, Jelle B, DJ Da Selectah, Superstijl |
| 2014 | Zondag           |  | Live: Racoon, Jett Rebel, The Kik, The Miseries, Bells of Youth, Palio Superspeed Donkey, Kissing Jane Dance: Zombie Nation, Mighty Fools, Dennis Ruyer, Watermät, Jaap Ligthart, Vonder & Linck, Space Girls, Rob Lee, Hermanez, De Sluwe Vos, Karmon, Edu Imbernon Foxtod: Kleine Jongens tour met Engel, Just, Def P, Diggy Dex, Kariem, DJ DNS, DDS Partycrash |
| 2013 | Zaterdag         |  | Drukwerk, Ashley & Dashley, Opmeerse Echte, Zomerpop Diner, Speelman & Speelman, DJ Da Selectah, DDS Partycrash Tempo!: De Sluwe Vos, Allesandro Diga, Mitchell Niemeyer, Twiener |
| 2013 | Zondag           |  | Live: Claw Boys Claw, Kensington, Mister and Mississippi, Traumahelikopter, Steed, Two Shakes of a Lamb's Tail Dance: Joost van Bellen, Secret Cinema, Bakermat, The Flexican & Sef, Bart Skills, Juan Sanchez, Bootsman2Bootsman, Mark My Words, Ryan Fiesta & San Fella, Roger Martinez, Bart Kleijn, Jasper Wolff & Maarten Mittendorf, Dillen Leroux & Funky Fresh, Joran van Pol, MC Boogshe Foxtod: DJ Lelijk, DJ Da Selectah, DJ DNS, DJ Klaas |
| 2012 | Zaterdag         |  | 3JS, Big Shampoo the Rock n Roll Experience, Zomerpop Diner, Speelman & Speelman, DJ Da Selectah Tempo!: Tom Trago, Milo Moraes, William Kouam Djoko, Twiener & Euzah |
| 2012 | Zondag           |  | Live: Chef'Special, Miss Montreal, The Deaf, Rats on Rafts, Drive Like Maria, Uncontrollable Urgh, Steenkoud Dance: Erick E, Lucien Foort, Julien Jordan, Jaap Ligthart, Real El Canario, MC C-Baz, Michael Mendoza, W. Wille, Jay Are, MC Bizzey Foxtod: DJ Lelijk, DJ Da Selectah, Sneckol Vs. Blacky, DJ Klaas |
| 2011 | Zaterdag         |  | Beans & Fatback, Pater Moeskroen, The Tunes, Zomerpop Diner, DJ Da Selectah |
| 2011 | Zondag           |  | Live: Kensington, La Pegatina, Tim Knol, Handsome Poets, Krystl, Bright Young Lights, Karma's Lab Dance: Nicky Romero, Quintino, Bootsman2Bootsman, Bizzey, MC Lady Bee, Shermanology, Billy the Klit, JustinCase, Jaz Von D. Foxtod: Ruin my Tune, DJ Da Selectah, Fluugfighters, G3rst, Kiekstra Vs. Blacky, DJ Klaas |
| 2010 | Zaterdag         |  | Rimpelpop: George Baker, Harry Slinger, Party Piano’s, Level 7, DJ Lelijk & DJ Boer Supertoer Tempo!: Boris Werner, Mulder, Dude on Speed |
| 2010 | Zondag           |  | Live: Caro Emerald, Go Back to the Zoo, Moss, Boo!, The SelfEmployed, The La La Lies, The Treets Dance: Sunnery James & Ryan Marciano, Groovenatics, Billy the Klit, Bassjackers, Rick Daniels, Teatro Kultka, Rové Foxtod: Balkan Beatzl DJ Klaas, DJ Duikbril, Kiekstra Vs. Blacky, DJ DeWalt |
| 2009 | Zaterdag         |  | Rimpelpop: Jacques Herb, Anny Schilder, Peter Koelewijn, Booming Piano's, Boer Discotour, ZoWasUt Tempo!: Jason Lanox, Carlos Valdez, Dude on Speed |
| 2009 | Zondag           |  | Live: Dio, de Staat, Buzzcocks, The Shavers, Ravolva, The Electric Jets, The Pedro Delgado's Dance: Afrojack, Lucien Foort, Bingo Players, The Flexican & MC Sef, Thysson, Seejay, The Rewind DJ's, MC Zawdi Foxtod: DJ Eazis, Trio Mastiq, Beavershot, Show Ya Mama, DJ Duikbril, Tom Tiki & Ard Power, Kiekstra Vs. Blacky (De Graaf DJ Team), DJ Klaas, The La La Lies |
| 2008 | Zaterdag         |  | Da Selectah & DJ Blackie Roadshow, AC/Dixi |
| 2008 | Zondag           |  | Live: Voicst, The Opposites, Moke, Mala Vita, The Madd, The Bloody Honkies, Up Yours, Presentatie: Bob Color Dance: Hardwell, Billy the Klit, Ricky Rivaro, Beesmunt Soundsystem, Funkerman, Nasty Nelis & Filthy Dutch, DJ Joran, MC Lady Bee Café: Diverse acts, waaronder Harries'89, Bob Color 'the human jukebox' |
| 2007 | Zaterdag         |  | Golden Diering, Boys From The County Hell |
| 2007 | Zondag           |  | Live: Levellers, C-Mon & Kypski, Delain, Harries'89, Karmakonga, T.IF.T Dance: Chuckie, Sidney Samson, Erick E, Muzikjunki, Vato Gonzalez, Quintino, Laza, MC Lady Bee Café: Effectief, May, Boys From The County Hell, Four Mice and a Rat |
| 2006 | Zaterdag         |  | Golden Diering, Boys From The County Hell |
| 2006 | Zondag           |  | Live: Gem, Spinvis, VanKatoen, Solo, Milwaukee Wildmen, A Day's Work, Abe Diddy & The Krautboys Dance: Don Diablo, Benny Rodriquesz, Gregor Salto, Ruby Wax & Missing Links, Stamble & The Snitz, Bart B More, Maggot, MC Lady Bee Café: Ileum, The Ufo Club, A Day's Work, MastiQ, T.IF.T |
| 2005 | Zaterdag         |  | Jinx, Joe2 (U2 Tribute) |
| 2005 | Zondag           |  | Live: Neck, Voicst, Relax, Travoltas, Skip The Rush, MeloManics, The Drift Dance: Joris Voorn, D-Rashid & Andrei Russo, JP, Le Ron & Yves Eaux, Franklin, Roboboy & Synth80's, Dansa, MC Bernice Café: Tico Verde, The Drift, Shoot High Aim Low, Boilersuit, Susans Garden |
| 2004 | Zaterdag         |  | Black Mustard, Flip the Switch (Rolling Stones) |
| 2004 | Zondag           |  | Live: Beef, Peter Pan Speedrock, The Sheer, Face Tomorrow, Asmodeus, Susans Garden Dance: Don Diablo, Miss Monica, Real El Canario, Muzikjunki, Tony Flexx, Serenity, Andy Jay, VJ Dirty Brown Visuals |
| 2003 | Zaterdag         |  | Ram(p)stel & Fab More (Beatles Project) |
| 2003 | Zondag           |  | Live: Maladjusted, Beavershot, Busted, The Apers, Silkstone, League Of XO Gentlemen, Racoon Dance: DJ Macavity, DJ Stamble, DJ Victor Coral vs DJ Cleon Macknack, DJ San, DJ Laidback Luke, DJ LRS, DJ Gizmo |
| 2002 | Zaterdag         |  | Wipneus & Pim |
| 2002 | Zondag           |  | Live: Shoot High Aim Low, The Shavers, 16Down, The Skidmarks, Johan, Def P & Beatbusters Dance: DJ Rick Daniels, Keira & Th'acquisition, DJ Hajo, DJ Marco V, DJ Montana, Audiogenic, Rick Da Dragon, DJ Funky Soda, DJ Franklin |
| 2001 | Zaterdag         |  | Zomerpop's Zaterdagavond Zhow |
| 2001 | Zondag           |  | Live: Grandbizz, The Apers, Peter Pan Speedrock, Green Lizard, Osdorp Posse, Supertroopers Dance: DJ Le Noir, DJ Marcello 'Chemistry', DJ Justin, DJ Spider, DJ Dione & VJ Arno Coenen, Mr. MC. M, VJ Slim |
| 2000 | Zaterdag         |  | Zomerpop's Zaterdagavond Zhow |
| 2000 | Zondag           |  | Live: The Stagger III, Jack Molton Distortion, Silkstone, Scram C Baby, De Heideroosjes en Wipneus & Pim Dance: DJ Stephen, DJ Erick-E, DJ Rowdy, DJ Ricky B, DJ Hajo, DJ Funky Soda, DJ Joachim, DJ St‰mble featuring MC Candlelight |
| 1999 | Zaterdag         |  | Zomerpop's Zaterdagavond Zhow |
| 1999 | Zondag           |  | Mr. Potatohead, X-plicit Rhythms, Schapewol, Lovesteaks, De Raggende Manne, Pigmeat |
| 1998 | Zaterdag         |  | Zomerpop's Zaterdagavond Zhow |
| 1998 | Zondag           |  | Alians, Caesar, Firebirds, Jetland, Paddington, Perfect Nothing |
| 1997 | Zaterdag         |  | Uit de Koffer |
| 1997 | Zondag           |  | Skik, Caesar, White Wolf, Funeral Oration, Silent Spring, Green Manalishi |
| 1996 | Zaterdag         |  | Schapewol, Fabulous Gritt & The Two-Bit Texas Rangers |
| 1996 | Zondag           |  | Jammah Tammah, Undeclinable Ambuscade, Gravediggers, Absconded, Mr. Potatohead, GiG |
| 1995 | Zaterdag         |  | Mizpah, The Watchman |
| 1995 | Zondag           |  | Mark Foggo's Skasters, City Pig Unit, NRA, Asmodeus, Cauterized, Plastic Pigshakers |
| 1994 | Zaterdag         |  | Coracle, Pronhorn |
| 1994 | Zondag           |  | The Big Geraniums, Prodigal Sons, The Kliek, Aqua Fortis, Pacha Mama |
| 1993 | Vrijdag          |  | Dead Brains, Passionate Hartless, Visions of Joanna |
| 1993 | Zaterdag         |  | Ramona's, Spo-dee-o-dee, Bob Color, Dandruff!!, Tröckener Kecks, Cropdusters |
| 1992 | Vrijdag          |  | Bert... en de rest, Highwood Knights |
| 1992 | Zaterdag         |  | Bertus Borgers & The Groove, Rosa King |
| 1992 | Zondag           |  | The Harries, The Nozems, Charmin' Children, Maximum Bob, Burma Shave, Hallo Venray, Mister Review |
| 1991 | Vrijdag          |  | Straatarm |
| 1991 | Zaterdag         |  | Beatcream, Funky Tribe |
| 1991 | Zondag           |  | Little Mary Big, La Lupa, The Pilgrims, Paradogs, Les Charmeurs, Mark Foggo's Skasters, De Raggende Manne |
| 1990 | Zaterdag         |  | Straatarm |
| 1990 | Zondag           |  | Passionate Hartless, Bob Color, The Scene, Tröckener Kecks, Claw Boys Claw |

## Trivia
- Ook in de Noord-Brabantse plaats Berlicum wordt er jaarlijks een muziekfestival georganiseerd met de naam Zomerpop.